# George Dixon (explorateur)
Pour les articles homonymes, voir George Dixon et Dixon.
Le Capitaine George Dixon (1748-1795) est un officier de marine et un explorateur britannique.  
Il servit sous les ordres de James Cook dans sa troisième expédition, où il découvrit les possibilités de commercer sur la côte nord-ouest d'Amérique du Nord. À la fin de l'expédition Cook, Dixon devint capitaine de la Royal Navy. En 1785, il devint partenaire dans la Richard Cadman Etches and Company, communément appelée la King George’s Sound Company dont le but était de développer le commerce de fourrure dans l'actuel Canada. À l'automne 1785, Dixon commanda le navire d'exploration Queen Charlotte. Durant les étés de  1786 et 1787, il explora les côtes de l'actuelle Colombie-Britannique. Il passe l'hiver 1786-1787 dans les îles Hawaii, où il fut le premier Européen à visiter l'île de Molokai.  Sa principale découverte furent sur la côte nord-américaine, les îles de la Reine-Charlotte et le bassin de la Reine-Charlotte (nommées d'après le nom de son navire), Port Mulgrave, Norfolk Bay et l'Entrée Dixon, un détroit qui porte désormais son nom.
Après avoir visité la Chine et vendu son navire, il retourna en Angleterre en 1788 et publia en 1799, A Voyage Round the World, but More Particularly to the North-West Coast of America.  Le livre rassemblait les lettres descriptives écrites par William Beresford, son commissaire de bord et des cartes et annexes de Dixon.
Il y eut une controverse entre Dixon et John Meares, un autre explorateur Britannique, qui avait publié un livre s'accordant le crédit de découvertes que Dixon attribuait à d'autres. Cette controverses se traduisit par trois pamphlets de Dixon et Meares où ils s'accusaient mutuellement. Rétrospectivement, l'histoire semble donner raison à Dixon et considérer Meares comme malhonnête dans les découvertes qu'il s'attribuait.
Il existe un certain George Dixon qui enseignait la navigation à Gosport en Angleterre et qui écrivit un traité intitulé The Navigator's Assistant en 1791, sans qu'il soit possible de dire s'il s'agit ou non du même Dixon.
L'histoire n'a pas été très reconnaissante envers George Dixon :  Il est moins connu que ceux qui servirent et furent formés par le capitaine Cook et est assez rarement mentionné dans les livres d'histoire, souvent relégué comme une figure mineure derrière Bligh par exemple.

## Source
- (en) Cet article est partiellement ou en totalité issu de l’article de Wikipédia en anglais intitulé « George Dixon (Royal Navy officer) » (voir la liste des auteurs).